# Biłohirsk
Biłohirsk (ukr. Білогірськ, Biłohirśk; ros. Белого́рск, Biełogorsk; krymskotat. Qarasuvbazar) – miasto na Ukrainie, na Krymie, liczy 18 tys. mieszkańców (2001).

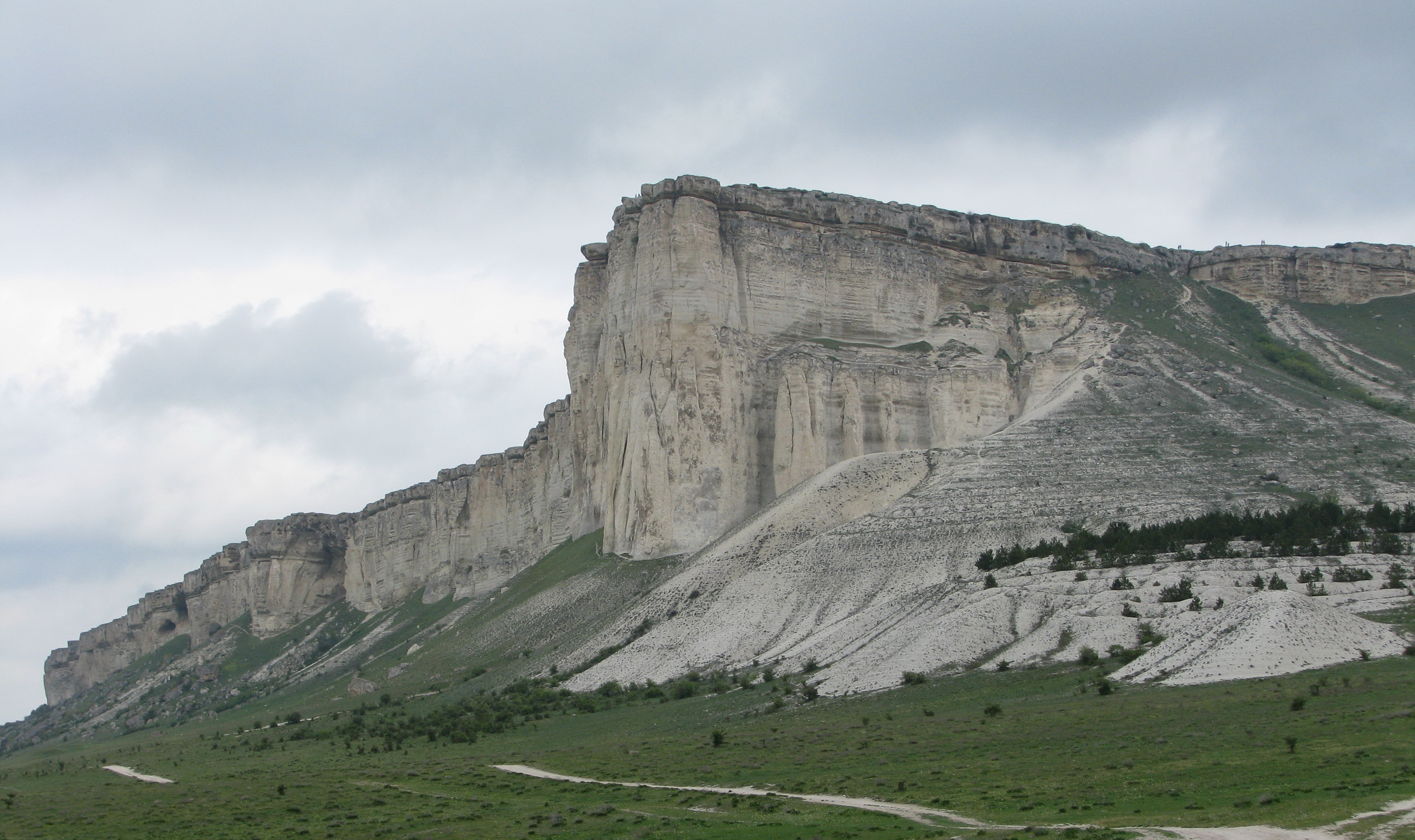
Biała skała (Ak-Kaya)